# Türgüt Aykaç
Türgüt Aykaç (Adana, 1º gennaio 1958) è un ex pugile turco.

## Palmarès

### Olimpiadi
- 1 medaglia:
  - 1 bronzo (Los Angeles 1984 nei pesi piuma)